# Itera-Katusha/Saison 2011
Dieser Artikel listet Erfolge und Mannschaft des Radsportteams Itera-Katusha in der Saison 2011 auf.

## Erfolge in der UCI Europe Tour
| Datum         | Rennen                                           | Kat. | Fahrer                |
| ------------- | ------------------------------------------------ | ---- | --------------------- |
| 26. März      | 2. Etappe Grande Prémio da Costa Azul            | 2.2  | Alexei Zatewitsch     |
| 3. April      | Grand Prix de Nogent-sur-Oise                    | 1.2  | Alexei Zatewitsch     |
| 7. April      | 2. Etappe Grand Prix of Sochi                    | 2.2  | Dmitri Kossjakow      |
| 9. April      | 4. Etappe Grand Prix of Sochi                    | 2.2  | Sergei Rudaskow       |
| 17. April     | 5. Etappe Tour du Loir-et-Cher                   | 2.2  | Michail Antonow       |
| 20. April     | 1. Etappe Grand Prix of Adygeya (EZF)            | 2.2  | Dmitri Ignatjew       |
| 22. April     | 3. Etappe Grand Prix of Adygeya                  | 2.2  | Sergei Firsanow       |
| 1. Mai        | Memorial of Oleg Dyachenko                       | 1.2  | Dmitri Kossjakow      |
| 5. Mai        | Prolog Five Rings of Moscow                      | 2.2  | Andrei Solomennikow   |
| 6. Mai        | 1. Etappe Five Rings of Moscow                   | 2.2  | Sergei Firsanow       |
| 5.–9. Mai     | Gesamtwertung Five Rings of Moscow               | 2.2  | Sergei Firsanow       |
| 5. Juni       | Coppa della Pace                                 | 1.2  | Andrei Solomennikow   |
| 5. Juni       | 2. Etappe Slowakei-Rundfahrt                     | 2.2  | Nikita Nowikow        |
| 11. Juni      | 8. Etappe Slowakei-Rundfahrt (EZF)               | 2.2  | Nikita Nowikow        |
| 4.–11. Juni   | Gesamtwertung Slowakei-Rundfahrt                 | 2.2  | Nikita Nowikow        |
| 16. Juni      | 1. Etappe Tour des Pays de Savoie (EZF)          | 2.2  | Nikita Nowikow        |
| 17. Juni      | 2. Etappe Tour des Pays de Savoie                | 2.2  | Pawel Kotschetkow     |
| 16.–19. Juni  | Gesamtwertung Tour des Pays de Savoie            | 2.2  | Nikita Nowikow        |
| 23. Juni      | Russische Meisterschaft – Einzelzeitfahren (U23) | CN   | Anton Worobjow        |
| 25. Juni      | Russische Meisterschaft – Straßenrennen (U23)    | CN   | Wjatscheslaw Kusnezow |
| 30. Juli      | 4. Etappe Tour Alsace                            | 2.2  | Alexei Zatewitsch     |
| 24. August    | 2. Etappe Giro della Valle d’Aosta               | 2.2  | Nikita Nowikow        |
| 4. September  | Memorial Davide Fardelli                         | 1.2  | Anton Worobjow        |
| 11. September | 1. Etappe Tour of Bulgaria                       | 2.2  | Pawel Kotschetkow     |
| 13. September | 4. Etappe Tour of Bulgaria                       | 2.2  | Timofei Krizki        |
| 14. September | 5. Etappe Tour of Bulgaria                       | 2.2  | Dmitri Kossjakow      |
| 16. September | 7. Etappe Tour of Bulgaria                       | 2.2  | Alexei Zatewitsch     |
| 17. September | 8. Etappe Tour of Bulgaria                       | 2.2  | Timofei Krizki        |

## Abgänge – Zugänge
| Zugänge                          | Team 2010                      | Abgänge                           | Team 2011        |
| -------------------------------- | ------------------------------ | --------------------------------- | ---------------- |
| Timofei Krizki                   | Team Katusha                   | Arkimedes Arguelyes               | Katusha Team     |
| Wiktor Schmalko                  | Team Katusha                   | Pjotr Ignatenko                   | Katusha Team     |
| Kirill Baranow                   | Moscow                         | Alexander Mironow                 | Katusha Team     |
| Jewgeni Kowaljow                 | Moscow                         | Alexander Porsew                  | Katusha Team     |
| Sergei Firsanow                  | Team Designa Køkken-Blue Water | Roman Maikin                      | Katusha U23 Team |
| Pawel Kotschetkow                | Zheroquadro Radenska           | Pawel Ptaschkin                   | Katusha U23 Team |
| Remmert Wielinga                 | Saunier Duval-Prodir (2007)    | Jewgeni Popow                     | Unbekannt        |
| Igor Frolow                      | Neoprofi                       | Stanislaw Wolkow                  | Unbekannt        |
| Dmitri Mokrow                    | Neoprofi                       | Alexander Cholodow (bis 30. Juni) | Unbekannt        |
| Alexander Prischpetni            | Neoprofi                       | Remmert Wielinga (bis 30. Juni)   | Unbekannt        |
| Anton Worobjow                   | Neoprofi                       | Dmitri Mokrow (bis 15. Juli)      | Unbekannt        |
| Alexei Zatewitsch                | Neoprofi                       |                                   |                  |
| Leonid Krasnow (ab 1. Juli)      | Lokomotiv (2009)               |                                   |                  |
| Alexander Foliforow (ab 1. Juli) | Neoprofi                       |                                   |                  |

## Mannschaft
| Name                  | Geburtstag        | Nationalität |
| --------------------- | ----------------- | ------------ |
| Michail Antonow       | 4. Januar 1986    | Russland     |
| Kirill Baranow        | 13. April 1989    | Russland     |
| Sergei Firsanow       | 3. Juli 1982      | Russland     |
| Alexander Foliforow   | 8. März 1992      | Russland     |
| Igor Frolow           | 23. Januar 1990   | Russland     |
| Dmitri Ignatjew       | 27. Juni 1988     | Russland     |
| Dmitri Kossjakow      | 28. Februar 1986  | Russland     |
| Pawel Kotschetkow     | 7. März 1986      | Russland     |
| Jewgeni Kowaljow      | 6. März 1989      | Russland     |
| Leonid Krasnow        | 24. Januar 1988   | Russland     |
| Timofei Krizki        | 24. Januar 1987   | Russland     |
| Wjatscheslaw Kusnezow | 24. Juni 1989     | Russland     |
| Nikita Nowikow        | 10. November 1989 | Russland     |
| Alexander Prischpetni | 18. Juli 1987     | Russland     |
| Sergei Rudaskow       | 21. Juni 1984     | Russland     |
| Wiktor Schmalko       | 9. Juli 1990      | Russland     |
| Andrei Solomennikow   | 10. Juni 1987     | Russland     |
| Anton Worobjow        | 12. Oktober 1990  | Russland     |
| Alexei Zatewitsch     | 5. Juli 1989      | Russland     |

## Platzierungen in UCI-Ranglisten
UCI Europe Tour 2011
|       | Fahrer                | Punkte |
| ----- | --------------------- | ------ |
| 26.   | Nikita Nowikow        | 251    |
| 47.   | Alexei Zatewitsch     | 193    |
| 75.   | Sergei Firsanow       | 154    |
| 89.   | Dmitri Kossjakow      | 139,5  |
| 155.  | Andrei Solomennikow   | 96     |
| 193.  | Sergei Rudaskow       | 82,5   |
| 225.  | Anton Worobjow        | 70     |
| 296.  | Wjatscheslaw Kusnezow | 54     |
| 325.  | Michail Antonow       | 48     |
| 372.  | Dmitri Ignatjew       | 42,5   |
| 453.  | Timofei Krizki        | 34,5   |
| 453.  | Pawel Kotschetkow     | 34,5   |
| 803.  | Alexander Prischpetni | 11,5   |
| 878.  | Igor Frolow           | 8      |
| 1064. | Leonid Krasnow        | 5      |